# Charles Daubeny

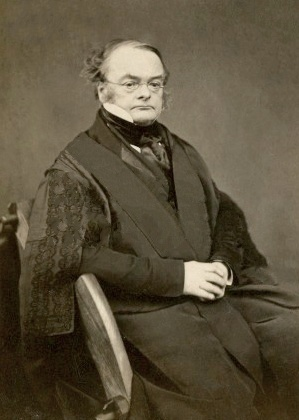
Charles Daubeny (1856–1860)

Charles Giles Bridle Daubeny (* 11. Februar 1795 in Stratton bei Cirencester in Gloucestershire; † 12. Dezember 1867 in Oxford) war ein englischer Naturforscher. Sein offizielles botanisches Autorenkürzel lautet „Daubeny“.

## Leben und Wirken

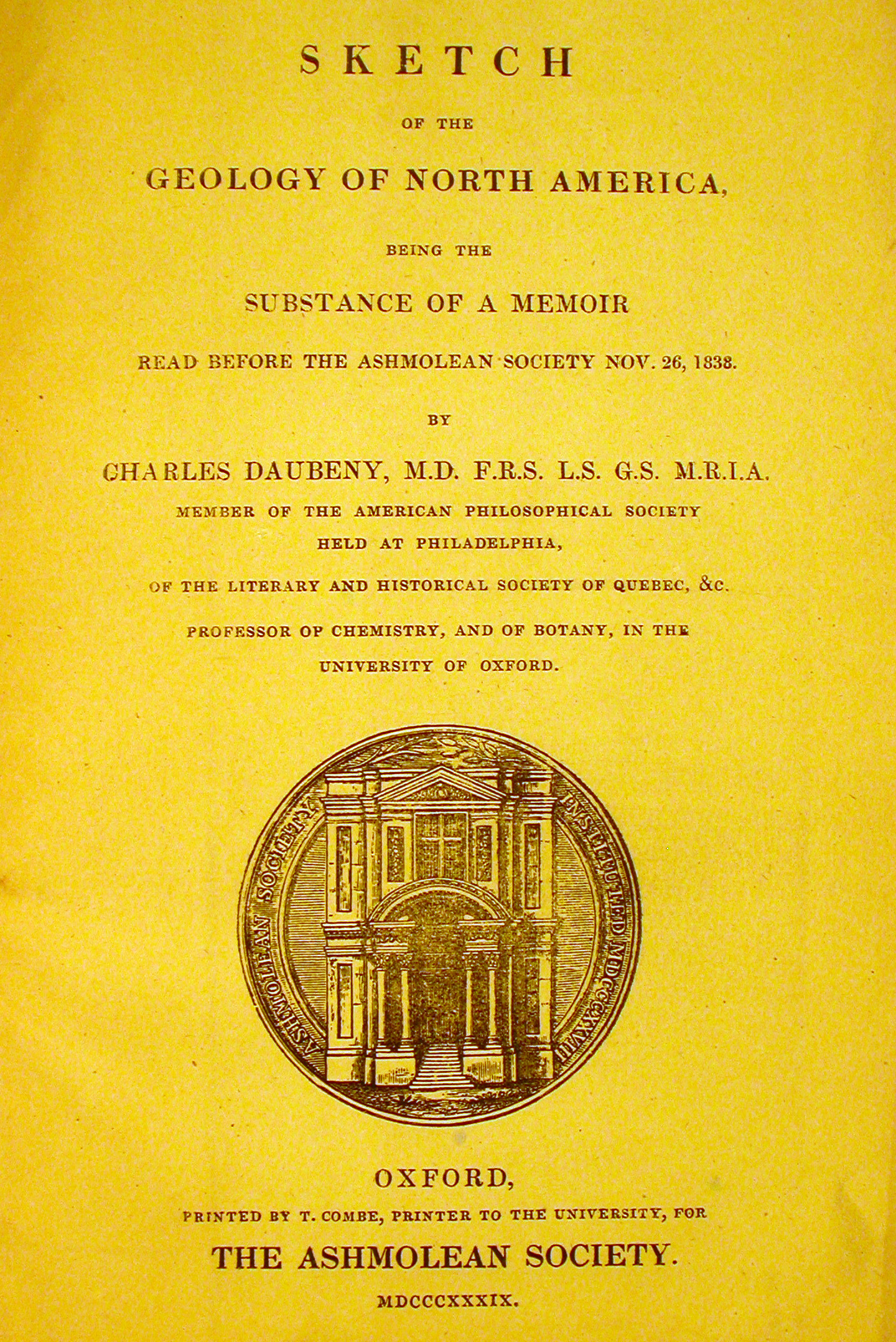
Sketch of the Geology of North America erschien 1839

Der Sohn eines Pfarrers studierte am Magdalen College in Oxford unter anderem bei John Kidd. 1819 unternahm er eine geologische Forschungsreise nach Frankreich, wo er vor allem den Vulkanismus der Auvergne untersuchte. Die Ergebnisse beschrieb er in seiner Arbeit Letters on the Volcanos of Auvergn, die in der Fachzeitschrift The Edinburgh Journal erschien.
1822 wurde er als Mitglied in die Royal Society of London aufgenommen. Seit 1838 war er Mitglied der American Philosophical Society und seit 1860 auswärtiges Mitglied der Bayerischen Akademie der Wissenschaften. In verschiedenen Forschungsreisen, die ihn nach Ungarn, Transsylvanien, Italien mit Sizilien, Frankreich und Deutschland führten, vertiefte er seine vulkanologischen Untersuchungen und beschrieb diese wiederum 1826 in der Schrift A Description of Active and Extinct Volcanos.
1822 wurde Daubeny als Nachfolger von John Kidd auf den Chemie-Lehrstuhl in Oxford berufen und hatte diesen bis 1855 inne. 1834 übernahm er zudem eine Professur für Botanik, wurde gleichzeitig Leiter des Botanischen Gartens in Oxford. Er untersuchte dort eine Reihe standortökologischer Probleme wie den Einfluss des Bodens und des Lichts auf die Vegetation.
1830 veröffentlichte er eine Arbeit über die chemischen Elemente Iod und Brom in Thermalquellen. 1831 erschien seine Arbeit Introduction to the Atomic Theory.
1837 besuchte er die USA und sammelte dort Daten zu Thermalquellen sowie allgemein der Geologie Nordamerikas.
Das Herbarium von Oxford trägt seinen Namen.

## Ehrentaxon
Die Pflanzengattung Daubenya Lindl. aus der Familie der Spargelgewächse (Asparagaceae) und die auch in Aquarien verwendete Kulturhybride Nymphaea x daubenyana W.T.Baxter ex Daubeny sind nach ihm benannt worden.

## Schriften
- Lectures on Agriculture. 1841
- Lectures on Roman Husbandry. 1841
- Climate: an inquiry into the causes of its differences and into its influence on Vegetable Life. 1841
- An Essay on the Trees and Shrubs of the Ancients, and a Catalogue of the Trees and Shrubs indigenous to Greece and Italy. 1865